# Rijmenam
Rijmenam is een dorp in het zuiden van de Belgische provincie Antwerpen en een deelgemeente van Bonheiden. Rijmenam was een zelfstandige gemeente tot aan de gemeentelijke herindeling van 1977. Rijmenam is een landelijke en bosrijke gemeente en ligt in de Brabantse Kempen aan de oevers van de Dijle. Het dorp telt ongeveer 6.000 inwoners en strekt zich uit over 1723 ha. De gemeente behoort tot het kieskanton Duffel en het gerechtelijk kanton Mechelen. Rijmenam wordt de "Parel aan de Dijle" genoemd.

## Toponymie
Over de oorsprong van de naam Rijmenam doen verschillende theorieën de ronde. 
Volgens één theorie zou de betekenis van Rijmenam terug te brengen zijn naar zijn ligging bij het water. Het zou komen van de woorden “rijm”, dat “oever” zou betekenen, en “ham” dat “inham” of “heem” zou betekenen. 
Een andere aannemelijke theorie is dat het een verwijzing is naar de woonplaats van de Rïma, een Germaanse stam. Wellicht hadden ze zich gevestigd in een inham van de Dijle.

## Geschiedenis

### Ontstaan
Rijmenam is een van de oudste dorpen uit de regio. Uit allerlei archeologische vondsten zoals vuistbijlen blijkt dat Rijmenam al bewoond werd in de prehistorie. Het dorp werd aangelegd net buiten het overstromingsgebied van de Dijle. Dat was een strategische keuze, aangezien er een oversteekplaats was voor de Dijle. Later vestigden de Gallo-Romeinen er zich. Dit blijkt uit opgravingen van oude Romeinse muntstukken op verschillende plaatsen in de omgeving van de rivier, maar ook van gevonden fragmenten van dakpannen uit die tijd. Volgens oude documenten zou er ergens in Rijmenam zelfs een Romeinse villa liggen die nog steeds niet is gevonden.

### Franken
Dat ook de Franken Rijmenam bewoonden, bewijst de dries in het centrum van het dorp. Dit driehoekige dorpsplein - in het verleden met lindebomen - was de plek waar vroeger recht gesproken werd. Er staat naast de kerk nog steeds een schandpaal.

### Middeleeuwen
De geschiedenis van Rijmenam kenmerkt zich door een rurale dorpsgemeenschap waar gedurende lange tijd de focus op landbouwexploitatie lag. Rijmenam wordt voor het eerst vermeld als "Rimenham" in een document uit 1046. Gelegen in het vlakke landschap aan de Dijle behoorde Rijmenam in de middeleeuwen tot het hertogdom Brabant en meer bepaald tot het land van Arkel of van Mechelen dat onder toezicht stond van de familie Berthout. De Berthouts waren de heren van Mechelen en Grimbergen tot in 1331.
Daarnaast was Rijmenam een grensparochie van het oude bisdom Kamerijk. Reeds in de 11e eeuw is er sprake van een kapel die afhangt van de abdij van Sint-Augustinus te Bornem die in 1120 verenigd werd met de abdij van Affligem.
In 1558 kwam de heerlijkheid Rijmenam in handen van ridder Nicolas Oudaert die in dat jaar het leenverhef deed van keizer Karel V.

### Slag van Rijmenam
Op 1 augustus 1578 vond de Slag van Rijmenam plaats tussen de troepen van de Republiek der Zeven Verenigde Nederlanden, gekend als de Staatsen, onder leiding van de graaf van Boussu en Spaanse troepen onder leiding van don Juan van Oostenrijk. De inzet was de controle over de stad Mechelen. De Spanjaarden verloren de veldslag. Rijmenam werd nagenoeg volledig platgebrand en het duurde 20 jaar voor het dorp heropgebouwd was. 

### Nieuwe Tijd
In de 17e eeuw kwam Rijmenam in handen van de familie Cuypers wiens wapenschild door de gemeente werd overgenomen.
In de 18e eeuw werden onder het bewind van Keizerin Maria Theresia van Oostenrijk de zandduinen voornamelijk met dennenbomen beplant, waardoor de oorspronkelijke heide verdrongen werd.
Op de Ferrariskaarten van 1777 is Rijmenam te zien als "Rymenam". Het telde toen zo'n 35 huizen.

### 20e Eeuw
Zo bleef Rijmenam tot de Eerste Wereldoorlog voornamelijk een landbouwdorp. Daarna begonnen steeds meer toeristen af te zakken en werden hotels en landhuizen gebouwd en nam de woonfunctie sterk toe.
Na de Tweede Wereldoorlog vestigden de ijzerdraadtrekkerij Trefac (Tréfilerie d’Acier) en vervolgens een uitbreiding ervan met de meubelfabriek Meurop (Mobilier Européen) zich in het dorp. Meurop sloot in 1980 de deuren.
De voormalige gemeente maakt sinds de fusie in 1977 deel uit van Bonheiden. Het gehucht Peulis, dat voorheen voor een groot deel tot Rijmenam behoorde, werd bij Putte gevoegd. De gemeenteraad besliste het wapenschild van Rijmenam over te nemen als Wapen van Bonheiden.

### 21e Eeuw
In juni 2017 ging de lang geplande herinrichting van het dorp van Rijmenam van start. De werken duurden meer dan 2,5 jaar. Het oude vertrouwde dorpsbeeld in het centrum met het historisch Frankisch plein werd grotendeels opgeslokt en geïntegreerd in een ovonde, een ovale rotonde met een verhoogd fiets- en voetpad.

## Geografie
Naast zijn historische dorpskern bestaat Rijmenam verder nog uit de gehuchten Harent, Mart en Weynes.
In het oosten deelt Rijmenam enkele straten met de Vlaams-Brabantse gemeente Keerbergen, onder meer de Bakestraat, de Grote Paallaan, de Kleine Paalstraat en de Brughoevestraat. Hierdoor wonen aan de ene kant van de straat Vlaams-Brabanders en aan de andere kant Antwerpenaars.
Rijmenam is het zuidelijkste punt van de provincie Antwerpen.

## Bezienswaardigheden
Rijmenam beschikt over een authentieke dorpskern met een rijk historisch en waardevol patrimonium aan oude gebouwen, maar ook over verschillende kastelen en oude hoeven. 

### Sint-Martinuskerk

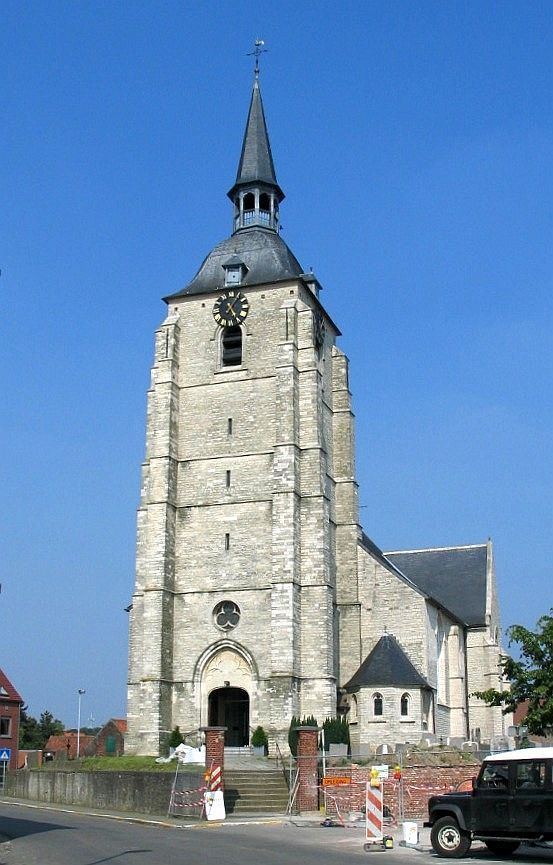
Sint-Martinuskerk (foto 2006)

De imposante gotische Sint-Martinuskerk werd in de loop van de 14e eeuw op een “verheven” zandheuvel gebouwd. In de kerk staat een arduinen doopvont uit de 15e eeuw, een preekstoel uit 1558 en meerdere houten beelden uit de 16e eeuw. In 1951 werd de kerk aangeduid als beschermd monument en in 1975 - samen met de toren en het omliggend kerkhof - als beschermd cultuurhistorisch landschap. Volgens de volksoverlevering werd de parochie en de kerk gesticht door Sint-Elooi. Via de Dijle kwam Sint-Elooi in Rijmenam het geloof verkondigen. Tijdens de Slag van Rijmenam in 1578 is de kerk afgebrand. De herstellingen startten in 1580. De toren werd pas hersteld in 1612.

### Pastorie

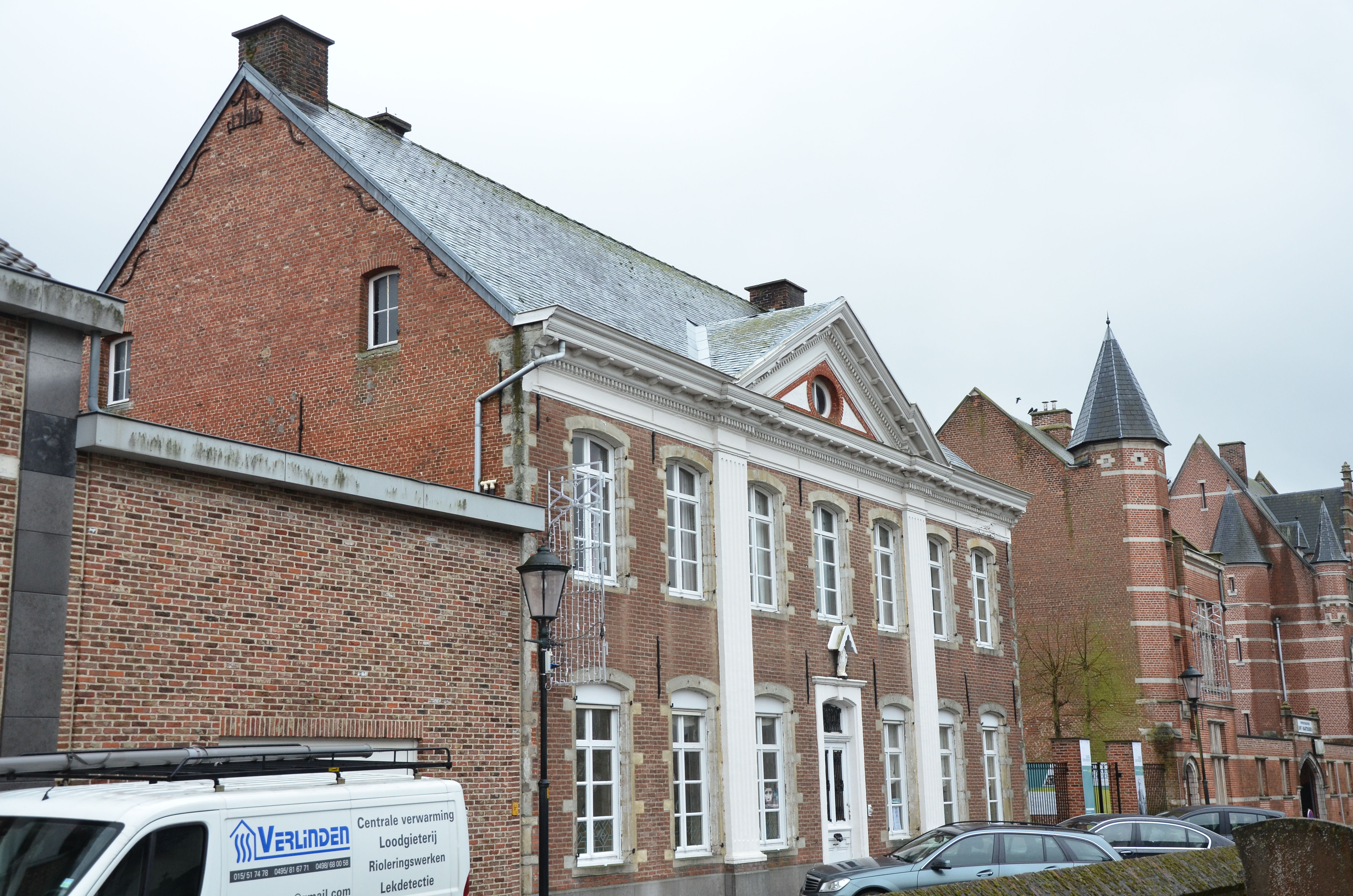
Pastorie

Naast de kerk bevindt zich de classicistische pastorie uit 1785. In 2018 werd deze grondig gerenoveerd na een restoratie die 9 jaar duurde.

### Sint-Maartensberg

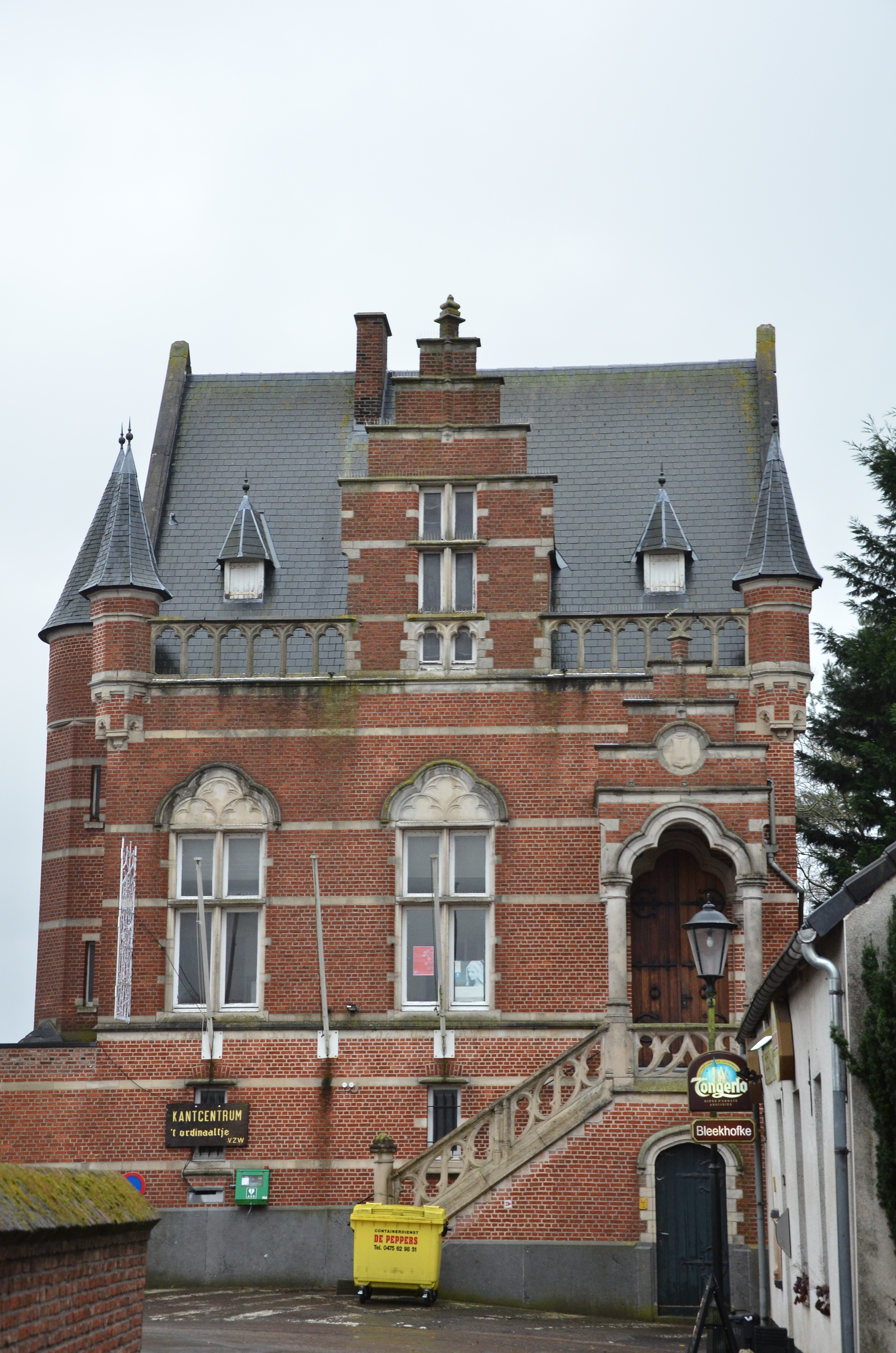
Sint-Maartensberg

Het voormalig neogotische gemeentehuis Sint-Maartensberg en de jongensschool met aangrenzende onderwijswoning, ontworpen door architect Edward Careels in 1905, werd gebouwd in 1907. In 1985 werd het gemeentehuis en de onderwijswoning aangeduid als beschermd dorpsgezicht. In 2019 werden de pastorie, de kerk, het gemeentehuis, de onderwijswoning en de schandpaal aangeduid als bouwkundig erfgoed. Vóór 1977 was in het voormalige gemeentehuis van Rijmenam het gemeentebestuur gevestigd. Tussen 1977 en 2005 werd het gebruikt om een deel van de gemeentelijke diensten van Bonheiden in onder te brengen. In die periode vond de gemeenteontvanger en zijn afdeling er onderdak. Door de bouw van het nieuwe administratieve centrum te Bonheiden was het echter totaal overbodig geworden. Het heeft er dan ook meer dan twee jaar verlaten bij gelegen. Er was echter geen loket aanwezig in het voormalige gemeentehuis zodat Rijmenammers zich naar Bonheiden moesten begeven voor het afhalen van documenten, vuilniszakken en dergelijke. In 2007 heeft het gemeentebestuur beslist om in het oude gemeentehuis een loket in te richten om verre verplaatsingen voor eenvoudige lokethandelingen te vermijden.

### Sint-Elooiskapel
De Sint-Elooiskapel aan de Dijle werd in 1826 gebouwd op een plaats waar ooit een kapel had gestaan die verwoest werd tijdens de Slag van Rijmenam.

### Rijmenambrug
De Rijmenambrug is een betonnen liggerbrug over de Dijle. De brug bestaat uit één overspanning van 26,5 m, de breedte bedraagt 12,2 m. De brug zorgt voor de verbinding van Rijmenam met Boortmeerbeek. Reeds in 1906 lag hier een brug over de Dijle. Dit was toen een gietijzeren liggerbrug op twee stenen pijlers in de rivier. In 1987 werd de huidige betonnen brug gebouwd.

### Brugwachtershuis

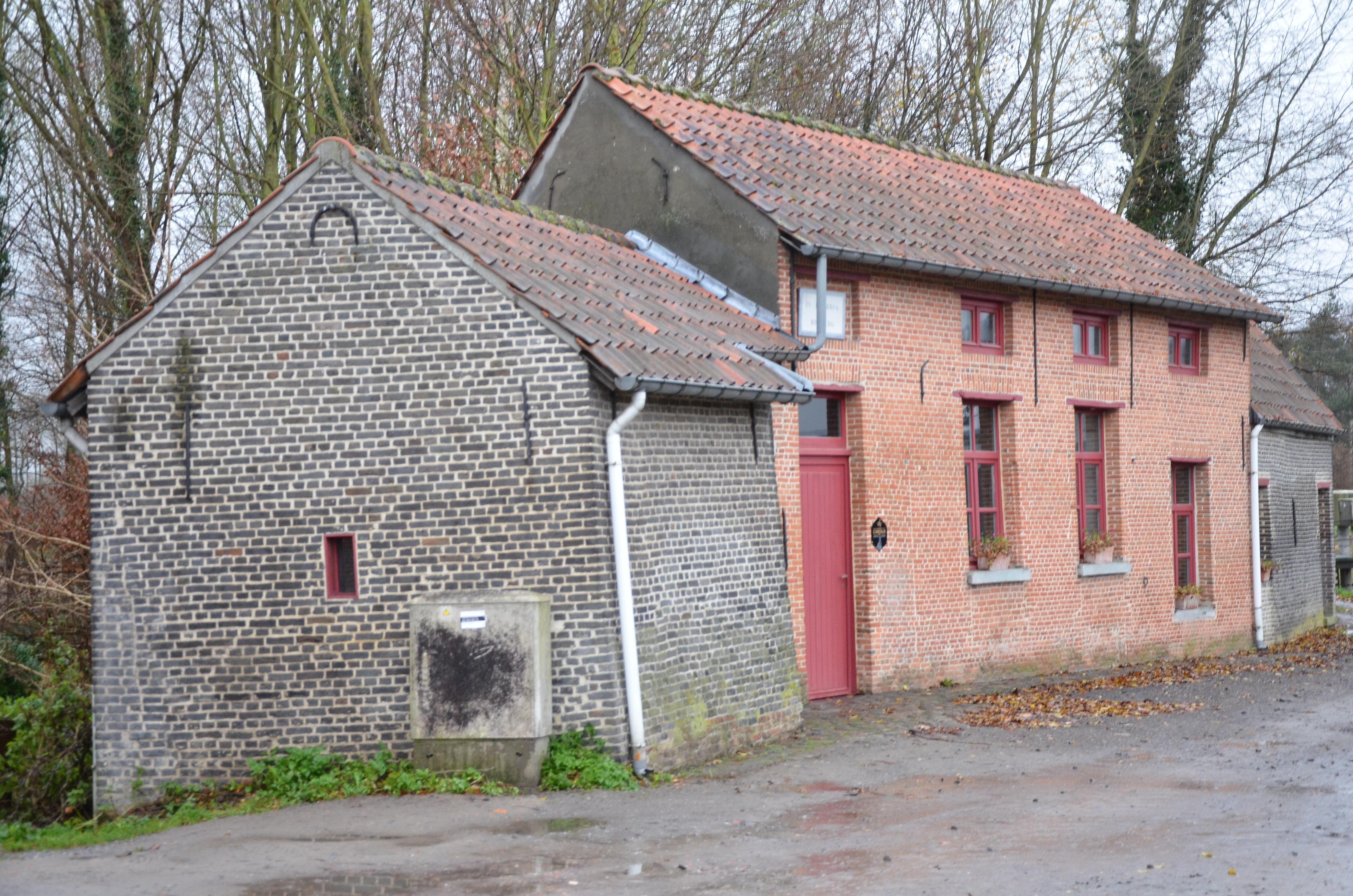
Brugwachtershuis

Het 18e-eeuwse brugwachtershuis aan de brug over de Dijle deed vroeger dienst als tolhuis.

### Kapel van de Heilige Theresia van Lisieux
De Kapel van de Heilige Theresia van Lisieux of in de volksmond de Kapel van het Heilig Trezeke werd in 1930 gebouwd aan de achterkant van Domein Sluyts op de Korte Dreef. De familie Sluyts had aan de parochie toegezegd om hier gebouwen toe te laten. De kapel werd uiteindelijk gebouwd door Josephine Portael uit dankbaarheid dat ze gespaard bleef van een heelkundige ingreep.

### Kasteel Hollaken
Het neoclassicistisch kasteel Hollaken is gelegen in het zuiden van Rijmenam tussen de Dijle en de Hollakenbeek en dateert van 1832. Het omgracht kasteel is omgeven door een park met dienstgebouwen ten zuidwesten en is toegankelijk via een bakstenen boogbrug met uitgewerkte baksteenfries. Het kasteel is samen met de bijgebouwen en het park sinds 2001 beschermd als monument.

### Kasteel Weyneshof
Het kasteel Weyneshof is gelegen in het noorden van Rijmenam aan de grens met Putte. Het is opgericht in oorspronkelijke traditionele bak- en zandsteenstijl uit de 17de eeuw en dateert vermoedelijk van 1658. Dit voormalig hof van plaisantie werd gebouwd door Jan-Baptist de Bruxelles, die het dorp en de heerlijkheid van Rijmenam van zijn vader geërfd had. Het werd later aangepast en uitgebreid, onder meer met het neogotische linkergedeelte in circa 1913. Sinds 1950 wordt er speelpleinwerking georganiseerd en thans is het domein in beheer van Speelplein Weyneshof vzw.

### Schueremanshoeve
De Schueremanshoeve in het centrum van het dorp dateert uit de 17e eeuw. Aan het begin van de 19e eeuw ontstond hier een brouwerij.

### Feestzaal Sint-Martinus
De Feestzaal Sint-Martinus, langs de Brugstraat in het hart van het centrum van Rijmenam, werd in 1924 op initiatief van de familie Schueremans gebouwd. De zaal diende als repetitielokaal voor de Koninklijke Fanfare Sint-Martinus. De feestzaal is ondertussen eigendom geworden van de gemeente en werd in de periode 2022-2023 volledig gerenoveerd en in zijn glorie hersteld. Op 8 september 2023 werd de vernieuwde feestzal officieel geopend onder massale belangstelling van dorpsbewoners.  

### 't Smiske
Het Heemkundig Museum 't Smiske in de Hoogstraat is een volledig ingerichte 19e-eeuwse hoeve met een oud winkeltje en een bakhuis. Het is de thuisbasis van de lokale Heemkring ‘t Hoefyser.

### Gietijzeren wegwijzer
In 2021 werd de historische gietijzeren wegwijzer die vanuit Rijmenam de weg toont naar Boortmeerbeek, Peulis, Bonheiden en Muizen opnieuw ingehuldigd op het vernieuwde Gemeenteplein. De blauwwit geschilderde wegwijzer werd vermoedelijk omstreeks 1929 geplaatst door de Touring Club de Belgique die opgericht was om het gebruik van rijwielen op de openbare weg te promoten en om informatie en bijstand te verlenen. Opmerkelijk aan de Rijmenamse wegwijzer is dat hij bovenaan een windroos heeft, want de meeste versies hadden een granaatappel of een pin. In Vlaanderen werden slechts twee gietijzeren wegwijzers beschermd als monument en één als dorpsgezicht, namelijk die van Damme, Gistel en Teuven.

### Schranshoeve
De Schranshoeve in de Schranshoeflei is een hoeve die dateert uit 1741. Oorspronkelijk was de hoeve omgracht.

### Kapel van Harent
De kapel van Harent aan het kruispunt van de Oude Booischotsebaan met de Harentstraat en vlak bij de grens met Bonheiden bevindt zich op een driehoekig pleintje met twee linden. De zogenaamde Onze-Lieve-Vrouw van Harentkapel dateert van 1964 en verving een 17de-eeuwse kapel met gelijkaardig uitzicht.

### Grote Paal
In de Grote Paallaan staat de Grote Paal, een grenspaal uit 1773, die de grens tussen Antwerpen en Vlaams-Brabant aangeeft. Sinds 2002 is de Grote Paal een beschermd monument.

## Natuur en landschap
Rijmenam ligt aan de Dijle. De hoogte bedraagt 8-10 meter.
Ten noorden van de Dijle vindt men een variëteit aan droge en vochtige bossen en een halfopen landbouwgebied met voornamelijk graslanden en akkers. Er komen restanten voor van droge heide, droge graslanden en vochtige tot natte heiden en vennen. Op de overgang naar de Dijlevallei zijn nog goed ontwikkelde vegetaties aanwezig die typisch zijn voor stuifzandruggen, zoals eiken-berkenbos met droge struis- graslanden. Tussen de bebouwing bevinden zich vooral naaldbossen.
Er zijn verschillende natuurgebieden zoals het Cassenbroek, 't Ven, Pikhakendonk, het Zwart Water, de bossen rond Harent en ook de oevers van de Dijle zijn het bekijken waard.

### Cassenbroek
Ten noordwesten van het centrum van Rijmenam ligt het natuurgebied Cassenbroek. Duizenden jaren geleden stroomde hier de Demer. Op natuurlijke wijze werd een Demerarm afgesnoerd. Op de bodem van de aldus ontstane waterplas stapelde zich gedurende eeuwen een dikke laag dood plantaardig materiaal op, dat een veenpakket vormde. Op en rond deze verveende Dijlearm ontwikkelden zich uiteenlopende biotopen met tal van planten en dieren. Sinds 1993 vormt het Cassenbroek een beschermd landschap. De naam verwijst naar de 15de-eeuwse familie van Calsterbroek van een gelijknamig leenhof.

### ’t Ven
In het bovenste gedeelte van de driehoek tussen Lange Dreef en Korte Dreef ligt het natuurgebied ‘t Ven. Het is een ven met een van nature voedselarm milieu met een typische fauna en flora. Je vindt er natte en droge heide. Op de vochtiger stukken bloeit dophei en veenpluis en hier en daar ook ronde zonnedauw. Op de drogere hoger gelegen stukken groeit er struikhei. ‘t Ven is ook een echt libellenparadijs. Er werden al meer dan 30 verschillende soorten waargenomen.

### Pikhakendonk
Aan de onderzijde van Rijmenam aan de overkant van de Dijle ligt het natuurgebied Pikhakendonk dat verder doorloopt naar Boortmeerbeek. Pikhakendonk bestaat voornamelijk uit extensief beheerde weiden en lange hagen van meidoorn en sleedoorn. De naam van het gebied verwijst naar de aanwezigheid van deze struiken.

## Demografische ontwikkeling
Rijmenam was een zelfstandige gemeente tot aan de gemeentelijke herindeling van 1977.
- Bronnen:NIS, Opm:1806 tot en met 1970=volkstellingen; 1976 = inwoneraantal op 31 december

## Politiek

### Geschiedenis

#### Voormalige burgemeesters en huidige burgemeester
| Tijdspanne | Tijdspanne   | Burgemeester                                                                           |
| ---------- | ------------ | -------------------------------------------------------------------------------------- |
|            | ? - 1802     | Lens                                                                                   |
|            | ...          |                                                                                        |
|            | 1818 - 1848  | Jacques Bosmans                                                                        |
|            | 1848 - 1885  | Corneel Schueremans                                                                    |
|            | 1885 - 1895  | Ferdinand Servaes                                                                      |
|            | 1896 - 1912  | Leon Schueremans                                                                       |
|            | 1912 - 1938  | Armand Van Diest                                                                       |
|            | 1939 - 1942  | Isidoor Schroyens                                                                      |
|            | 1942 - 1944  | jonkheer Leon De Cannart d'Hamale (1911-1978)                                          |
|            | 1944 - 1946  | Isidoor Schroyens                                                                      |
|            | 1947 - 1964  | Malvina Van Gorp                                                                       |
|            | 1965 - 1976  | Louis Van Looy (laatste burgemeester van Rijmenam voor de fusie met Bonheiden in 1977) |
|            | 1977 - 1989  | Alfons Saenen (eerste burgemeester na de fusie met Bonheiden)                          |
|            | 1989 - 1997  | Jacques Morrens                                                                        |
|            | 1997 - 2012  | Eric Duchesne                                                                          |
|            | 2013 - 2018  | Guido Vaganée                                                                          |
|            | 2019 - Heden | Lode Van Looy (kleinzoon van de laatste burgemeester van Rijmenam)                     |

## Onderwijs

### Kleuter- en lager onderwijs
- Katholiek Onderwijs (VVKBaO)
  - Vrije Basisschool 'De Knipoog' Rijmenam (met een vestiging in het centrum en een bijhorend buurtschooltje in "De Mart")

## Cultuur

### Rijmrock
Sinds 2010 vindt op het einde van de zomer in augustus het gezellig en eigenzinnig dorpsfestival Rijmrock plaats op het Stationsplein. Zowel bekende artiesten als nieuw jong (lokaal) talent staan elk jaar opnieuw op de affiche. O.a. De Mens, Daan, The Selecter, Maxi Jazz, Frank Boeijen en Praga Khan stonden als hoofdact op het podium. Maar ook jong Belgisch talent zoals RHEA, Tout Va Bien, Emma Bale, Zwangere Guy of Brihang passeerden al de revue nog vóór hun grote doorbraak. In 2025 werd aangekondigd dat het festival ophoudt te bestaan.

### Mettevie
Naar aloude traditie wordt elk jaar op 11 november het Sint-Maartensfeest of Mettevie gevierd aan ‘t Smiske. De heemkring organiseert dan 's avonds de “Bietenstoet”. Dorpsbewoners en kinderen voorzien van eigen licht - een uitgeholde biet met kaars - maken dan een tocht door het dorp. Op kop van de stoet trommelen leden van Chiro Rijmenam. Na de stoet wordt het Sint-Maartensvuur aangestoken en worden er pensen met appelmoes gegeten.

### Rijmenam Jaarmarkt
Sinds 1907 wordt op de 3e maandag van november de jaarmarkt van Rijmenam georganiseerd. Overdag kan je er kuieren tussen de kraampjes, een bezoek brengen aan de dierenmarkt, lekker eten en drinken in de verschillende (tijdelijke) cafés, tenten en Feestzaal Sint-Martinus. Voor de kinderen is er de kermis op het Stationsplein. De jaarmarkt werd vroeger ‘s avonds traditioneel afgesloten met vuurwerk ter hoogte van Kafee Spek (sinds 2020 is er geen vuurwerk meer afgeschoten), maar het feest zelf duurt tot in de vroege uurtjes. 

### RijmenamKerstmarkt
De jaarlijkse Kerstmarkt van Rijmenam op Sint-Maartensberg wordt georganiseerd door Chiroudt, de oudleiding van Chiro Rijmenam. Het is een bekende feestelijke traditie en kenmerkt zich door een centrale kerstboom, omringd door sfeervolle kraampjes. Bezoekers ervaren een betoverende kerstsfeer en kunnen genieten van een scala aan culinaire hoogstandjes ten voordele van het goede doel.

## Gastronomie

### Bier
Sinds 2015 beschikt Rijmenam terug over eigen lokaal bier. De Jonge Brouwers, een groep jeugdvrienden uit Rijmenam, brouwt er “Sjampetter”, een blonde tripel met bittere nasmaak. Sinds 2019 is daar nog een tweede bier “Nobele Roos”, een zurig fruitbier, bijgekomen.

## Sport en vrije tijd

### Voetbal
VC Rijmenam is sinds 1966 de enige voetbalploeg van Rijmenam. De Rijmenamse club draagt stamnummer 6897, heeft wit-blauw als kleuren en speelt in 4e provinciale D.
De bekendste voetballer die bij VC Rijmenam heeft gespeeld, is Hans Somers. Hij speelde tijdens zijn professionele carrière bij Lierse SK, Trabzonspor en FC Utrecht.  Hij is momenteel actief als coach bij de de Belgische eersteklasser Oud-Heverlee Leuven.

### Tennis
Rijmenam beschikt over twee tennisclubs. Tennisclub Kiksham, gelegen in de Kiekshamlei tussen het bedrijf Crestron en de Dijle en Tennisclub Kromveld in de Oude Schrieksebaan.

### Wielrennen
Wielertoeristenclub Cycling2820 Rijmenam is een club die opgericht werd in 1975. Ze kreeg toen de naam WTC De Wandelaars. Deze naam veranderde op 18 juni 2017 in “Cycling2820 Rijmenam”.

### Turnen
Turnkring De Gentiaan is de turnclub van het dorp waar je aan toestelturnen, trampoline of tumbling kan doen.

### Motorsport
MTC The Walkers is de motorclub van Rijmenam. Hun jaarlijkse Motortreffen in domein Sluyts, beter gekend als het Kastanjebos, lokt jaarlijks honderden binnen- en buitenlandse gasten die worden overgoten met muziek, een georganiseerde rondrit en kampeerfaciliteiten.

### Skateboard
In het domein Sluyts, beter gekend als het Kastanjebos, tussen de Lange Dreef en de Korte Dreef staat een betonnen skateramp waar de Rijmenamse jeugd kan skaten. In 2018 werd deze ramp volledig vernieuwd.

### Curling
Op 13 februari 2021 werd voor het eerst in België in Rijmenam curling gespeeld op natuurijs op de bevroren ondergelopen velden langs de Dijleweg. Normaal wordt de sport enkel op binnenpistes gespeeld. Enkele leden van Curling Club Zemst speelden enkele wedstrijden..

### Jeugdbeweging
Sinds 1947 is Chiro Rijmenam de enige jeugdbeweging in Rijmenam. De Chiro is opgedeeld in een meisjesafdeling (Chiro Sint-Maarten) en een jongensafdeling (Chiro Sint-Elooi).

## Bekende Rijmenammers

### Woonde in Rijmenam
- Jeroen Brouwers, schrijver
- Raymond Ceulemans, biljarter
- Rita Deneve, zangeres
- August Gillé (Staf Gillé), kunstenaar
- Karel Jonckheere, (1906-1993) dichter, essayist, criticus
- Erwin Koeman, Nederlands voetbaltrainer en voormalig voetballer bij o.a. KV Mechelen
- Sofie Lemaire, presentatrice
- Sven Ornelis, radio- & televisiepresentator
- Hans Somers, voetballer
- Bea Van der Maat, zangeres, actrice, presentatrice

### Woont in Rijmenam
- Yves Borms, journalist
- Jamila Hamddan Lachkar, politica
- Véronique Leysen, voormalige actrice, presentatrice en zangeres
- Heddie Suls, actrice
- Dina Tersago, ex-miss België, presentatrice
- Jaak Van Assche, acteur
- Edwin Van Fraechem, gewezen Belgisch rechter
- Moora Vander Veken, actrice
- Thomas Vanderveken, radio- en televisiepresentator
- Bart Verbeeck, aka Showbizz Bart
- Vincent Verelst, radio- en televisiepresentator

## Nabijgelegen kernen
Bonheiden, Boortmeerbeek, Haacht, Keerbergen, Peulis, Putte